# Richard Zeckwer
Richard Zeckwer (Stendal, Saxònia, 30 d'abril de 1850 – 31 de desembre de 1922) fou un compositor i professor de música alemany.
Va estudiar música al Conservatori de Leipzig, amb Ignaz Moscheles (piano) abans de traslladar-se a el 1870 a Filadèlfia (Estats Units), on en l'Acadèmia de Música desenvolupà els càrrecs de professor d'orgue i director i tingué entre d'altres, alumnes com Arthur Selwyn Garbett.
Va compondre diverses obres per a orquestra, piano i cant, havent publicat, a més, l'obra A scientific investigation of piano-touch (1902).